# Elisa (nombre)
Elisa es un nombre teofórico femenino de origen cananeo y significa  "Dios es salvación" o "Dios es ayuda".
Algunos santorales indican que la fiesta de Santa Elisa es el 5 de diciembre, mientras que otros el 5 de noviembre, día de Santa Isabel. Tradicionalmente las personas llamadas Elisa festejan su santo el 14 de junio, día de San Eliseo.

## Antroponimia
A pesar de que en español el nombre Elisa es femenino, proviene de Eliseo (אלישע Elysa) profeta del Antiguo Testamento cuya traducción al griego fue Ἐλισαῖος Elisaios (os es la partícula griega que indica varón) y en latín Eliseus.
En la Biblia
Este nombre [אלישע Elysa] está formado por el prefijo Ēl (אל) cuya traducción bíblica es Dios o poderoso, conjugando el verbo Ysa (ישע) que significa salvar o ayudar. Elise / Elyse / Elize son variantes con una pronunciación más cercana al arameo.
Otra estructura del mismo nombre se encuentra sustituyendo el patrón teofórico (אל Ēl) por (יהו Yahū) por ejemplo Isaías (ישעיהו Ysa'Yahū) que significa 'mi salvación es Yahveh'.
Elisa también podría ser la forma corta de Eliseba (אלישבע Elyseba), la cual perdió la B (ב), esto cambia su significado porque entonces vendría de la palabra Nisbá (נשבע prometer) 'Dios es promesa', que llegó al griego como Ἐλισάβετ Elisabet y al latín como Elisabeth.
Fuentes extra bíblicas
Elisa (griego Ἔλισσα Elissa) aparece como sinónimo para Dido, según la leyenda, fue la fundadora y la primera reina de la ciudad-estado fenicia de Cartago. Se sugiere que "‐issa" podría venir de "ʾiš" (fuego, holocausto, ofrenda quemada) 'holocausto para Ēl', mientras otras obras dicen que es la forma femenina de Ēl.

## Elisa en la literatura y la música
- Elisa de Tiro o Dido fundadora legendaria de Cartago, según la mitología griega. Fue también su primera reina. Relato incluido en la obra La Eneida del poeta latino Virgilio.

- Elisa, nombre de la persona amada, a quien Garcilaso de la Vega dirige buena parte de su obra poética, a través del pastor Nemoroso que llora su muerte.

¿Quién me dijera, Elisa, vida mía, cuando en aqueste valle al fresco viento andábamos cogiendo tiernas flores, que había de ver con largo apartamiento venir el triste y solitario día que diese amargo fin a mis amores?
Garcilaso de la Vega, Égloga I
- Para Elisa, una de las obras más conocida del compositor Ludwig van Beethoven

- A Elisa, Rima LXXXV del poeta romántico Gustavo Adolfo Bécquer

- A Letter to Elise de The Cure traducida sería "Una carta para Elisa"

## Variantes
- El nombre Elisa es en ocasiones considerado variación de Elizabeth, pero los dos nombres tienen etimologías diferentes.
- Isabel, Elisaya, Elisabet, Elisenda, Elisanabo, Elisita, Eli, Elise, Lisa y Eloísa.